# Ga Phượng Sơn (Đài Loan)
Ga Phượng Sơn (tiếng Trung: 鳳山車站; bính âm: Fèngshan Chēzhàn) là một ga đường sắt ở Cao Hùng, Đài Loan do Cục Đường sắt Đài Loan  .